# 金塘镇 (茂名市)
金塘镇，是中华人民共和国广东省茂名市茂南区下辖的一个乡镇级行政单位。位于区境西北部，南同茂名市城区接壤，西与化州市相邻，东北和高州市相接，距茂名西站7公里，离水东港30多公里。辖22个村民委员会、1个居委会和170条村，总面积113平方公里。人口6.22万（1988年），农业人口占92％。

## 名称
金塘的名称可以追溯到洪武七年（1374年）。传说荒年“仙人“托梦村中长老称池塘里有金子，后村民从中摸到金子渡过饥荒，为纪念仙人定名金塘。

## 历史沿革
本地居民多是明初战乱时从南雄珠玑巷迁来。明清属茂名县，民国30年属茂名县二区文田乡，1953年属茂名县十区，1958年茂名市成立，金塘划归茂名市建立金塘公社，1983年改为金塘区，1987年改为镇，列为沿海经济开放区重点工业卫星镇。

## 地理
三面环山，地势北高南低，北部多为低丘，中部和南部为平原，易旱；白沙河横穿镇中部。镇内有丰富的高岭土和油页岩。

### 行政区划
金塘镇下辖以下地区：
金塘社区、金塘村、塘桥村、上垌村、南蛇村、南塘村、低山村、桂山村、州村、民主村、白土村、五联村、智深塘村、文林村、洪山村、天安村、谭屋村、牙象村、丰田村、桥东村、南方村、锡塘村和姚村。

## 交通
有汕湛高速公路东西向横穿，高水公路和茂高公路南北纵贯全镇，207国道从镇境西边通过。

## 经济
工业有高岭土、五金、建筑、塑料、能源、化工等企业1557家。文林村有制作铜质工艺品的传统，清末文林村所铸铜钱曾在西南省份流通，改革开放后主要向港澳外销铜工艺品和铜锁。
农业主要作物有水稻、花生、蔬菜、甘蔗、荔枝、龙眼、香蕉等，是茂名市的水果、蔬菜基地之一。1988年工农业总产值1.5亿元，其中工业产值5000万元，农业1亿元。

## 科教文卫
1988年，金塘镇有中学3所，小学25所，幼儿园1所，文娱场所19个，卫生院、卫生所21个。白土村附近有中共南路特委、著名农民运动革命家朱也赤烈士纪念碑、纪念馆。纪念馆于2017年12月8日建成开馆。朱也赤烈士墓列入茂名市第七批文物保护单位。

## 镇区
又称金塘圩，位于茂高公路东侧。民国时期多为砖木结构瓦房，解放后渐建起楼房。建成面积4平方公里，主要道路5条，有水厂、农机、塑料、副食、工程队等企业和剧院、市场、中小学和卫生院等公用设施。
金塘圩圩日为农历尾数1、4、7的日子。

### 书目
- 茂名市地方志编纂委员会.  第一版. 郑州: 生活·读书·新知三联书店. 1997. ISBN 7-108-01088-7. OCLC 46859198.